# 秋山シュン太郎
秋山 シュン太郎（あきやま しゅんたろう、1957年8月29日 - ）は、日本の劇作家・演出家。元『一心寺シアター倶楽』プロデューサー。元『なにわ人形芝居フェスティバル』『中高年ミュージカル劇団 発起塾』代表。『劇団★虚航船団パラメトリックオーケストラ』座付作家。

## 経歴
- 1957年（昭和32年）、岡山県総社市生まれ。岡山県立総社高等学校を経て、大阪教育大学教育学部卒業。
- 1999年シニアミュージカル発起塾（NPO法人）を大阪で立ち上げる[1]。
- 2002年一心寺シアター倶楽　事務局長就任[2]
- 2012年岡山デ・ショール人形芝居フェスティバル立ち上げ[3]。

### 演劇活動
大学在学中の1981年「人力ヒコーキのバラード」でキャビン'85戯曲賞佳作受賞。シュン太郎劇団を旗揚げ、同作品の作・演出、オレンジルーム（現：HEPHALL）での上演でデビュー。ストレート芝居を得意とするも、ミステリー、ミュージカル台本、ＴＶ，ラジオドラマなどの台本も手がける。
第一回オレンジ演劇祭で、辰巳琢郎、いのうえひでのり（劇団新感線）、渡辺いっけい、筧利夫などと演劇祭を開催。以降プロ劇作家としての道を歩む。
1999年、NPO法人中高年ミュージカル劇団 発起塾を主催し、全国に最大9箇所の劇団を立ち上げ、いわゆる熟年演劇ブームの火付け役となる。

### 脚本・演出
- 1981年 - 「人力ヒコーキのバラード」でキャビン'85戯曲賞佳作受賞、シュン太郎劇団を旗揚げ
- 1993年 - 早坂暁作『オランダ西鶴』上演スタッフ
- 1994年 - 桂枝雀落語芝居『変身（早坂暁作・演出）』に制作助手として参加（この作品はNHK芸術劇場でオンエアされると共に東京・前進座及び大阪府下文化ホールで府民劇場として巡会公演された）
- 1995年 - 松山市主催『坊ちゃん文学賞』第３回大賞受賞作品　光山明美『土曜の夜』舞台化。演出。
- 1996年 - 桂枝雀落語芝居第二弾『女相撲（早坂暁作・演出）』に制作助手として参加。
- 1996年 - 愛媛県松山市坊ちゃん文学賞アートシアターにおいて『土曜の夜』再演。
- 1997年 - 大阪府文化部青少年課主催 「覚醒剤乱用防止キャンペーン」において、覚醒剤に走る高校生を取り上げた芝居「高校生智子の場合」。
- 1998年 - 京都西本願寺・本願寺会館 蓮如生誕500年恩忌 7年B組 作・演出
- 1999年 - 大阪市主催・大阪演劇祭で上海太郎舞踏公司と共同公演「リズム」作・演出
- 2000年 - 大阪府教育委員会助成事業「コモンズフェスタ」にて「プンプンプン」作・演出
- 2000年 - 発起塾公演「荷車よ北北西に進路を取れ」の作演出
- 2001年 - NPO法人生活・福祉環境づくり21主催「アクティブスクエア―2001」講演＆ワークショップ出演
- 2001年 - 神戸市震災復興事業助成公演「バック バック バック」総合演出
- 2002年 - 発起塾N.Y.公演「A Mother」上演。
- 2003年 - 福島県いわき市いわきパインビレッジ老人福祉施設にて発起塾公演
- 2003年 - 発起塾鹿児島県徳之島　奄美群島返還50周年記念イベント 公演
- 2004年 - 発起塾ホノルル公演「花のクッキー売り娘」を実施
- 2007年 - 女子プロ野球最後の日（上海太朗、安川晶子、高石紅白）
- 2008年 - True colors（中岡優介、安川晶子、高石紅白）
- 2009年 - 中高年ミュージカル劇団 発起塾設立10周年記念事業「大復活～その気にさせないで編～」（中岡優介、安川晶子、高石紅白）

## 寄稿
- 2008年 - 季刊上方芸能「どうなる-2050年の上方芸能界」
- 2011年 - 季刊上方芸能「シニア演劇の時代へ-表現する市民の広がり」